# Federația de Fotbal a Republicii Seychelles
Federația de Fotbal a Republicii Seychelles este forul ce guvernează fotbalul în Seychelles. Se ocupă de organizarea echipei naționale și a campionatului.